# Immetalia eichhorni
Immetalia eichhorni är en fjärilsart som beskrevs av Rothschild 7 Jor 1901. Immetalia eichhorni ingår i släktet Immetalia och familjen nattflyn. Inga underarter finns listade i Catalogue of Life.